# Tyne Valley
Tyne Valley är en ort i Kanada.   Den ligger i provinsen Prince Edward Island, i den östra delen av landet, 900 km öster om huvudstaden Ottawa. Tyne Valley ligger 20 meter över havet och antalet invånare är 222.
Terrängen runt Tyne Valley är platt. Havet är nära Tyne Valley åt nordost. Runt Tyne Valley är det glesbefolkat, med 9 invånare per kvadratkilometer.. Närmaste större samhälle är Miscouche, 17,4 km söder om Tyne Valley. 
Trakten runt Tyne Valley består till största delen av jordbruksmark.